# Arhodia lasiocamparia
Arhodia lasiocamparia là một loài bướm đêm thuộc họ Geometridae. Nó được tìm thấy ở Chính quốc Úc và Tasmania.
Sải cánh dài khoảng 60 mm đối với con đực và 70 mm. đối với con cái. Con trưởng thành bay từ tháng 10 đến tháng 1.
Ấu trùng ăn các loài Eucalyptus.

## Hình ảnh

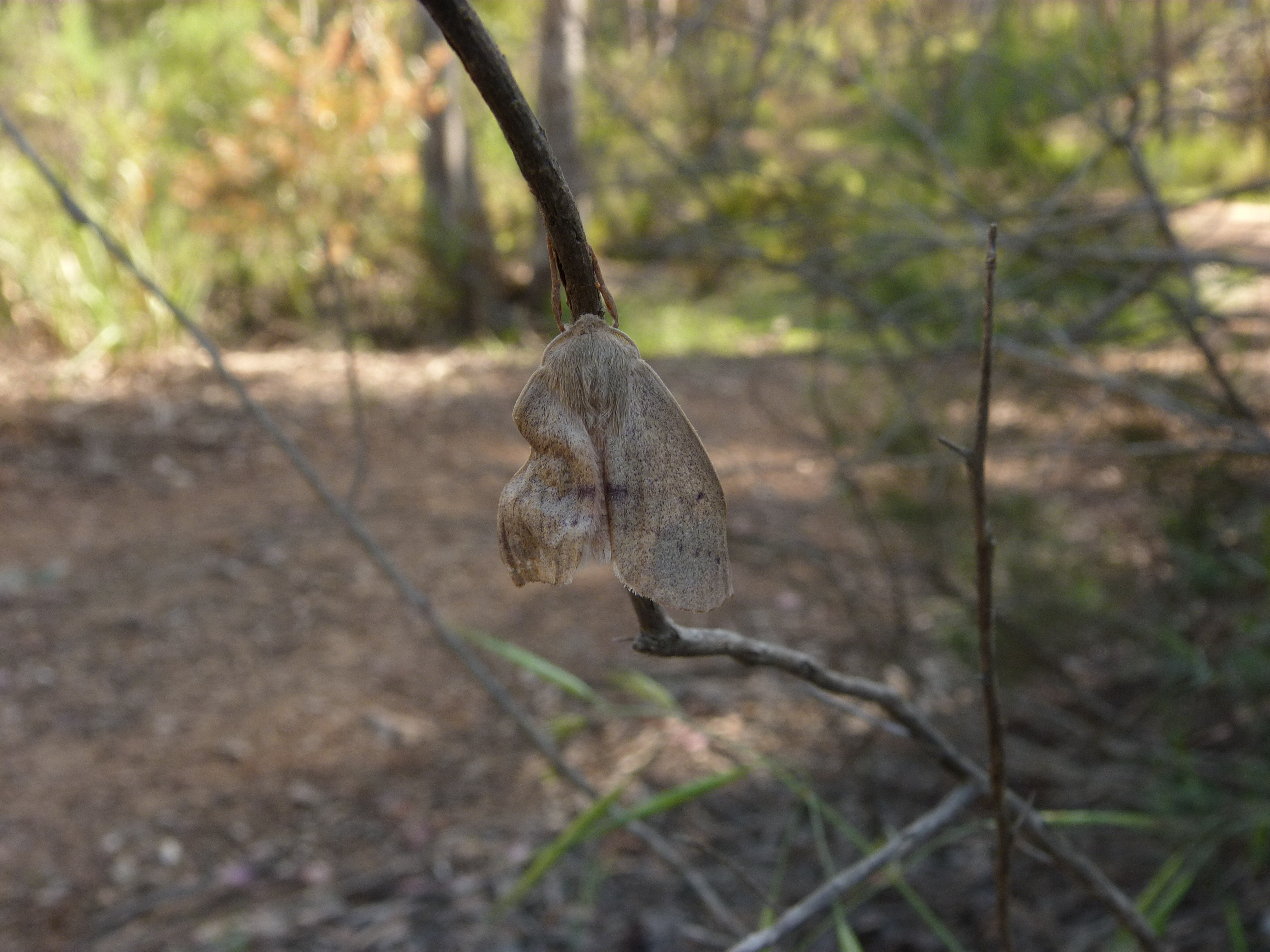
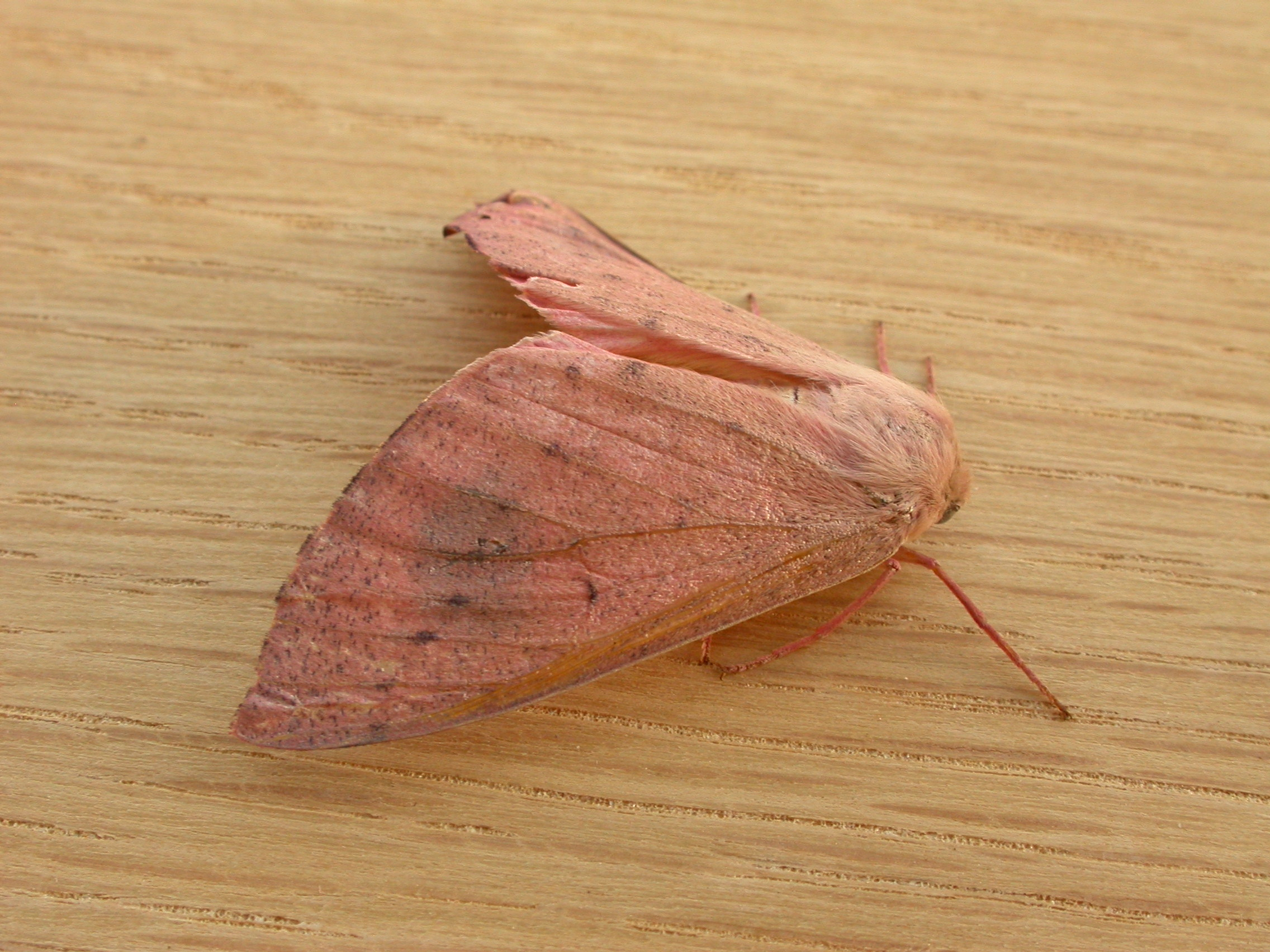
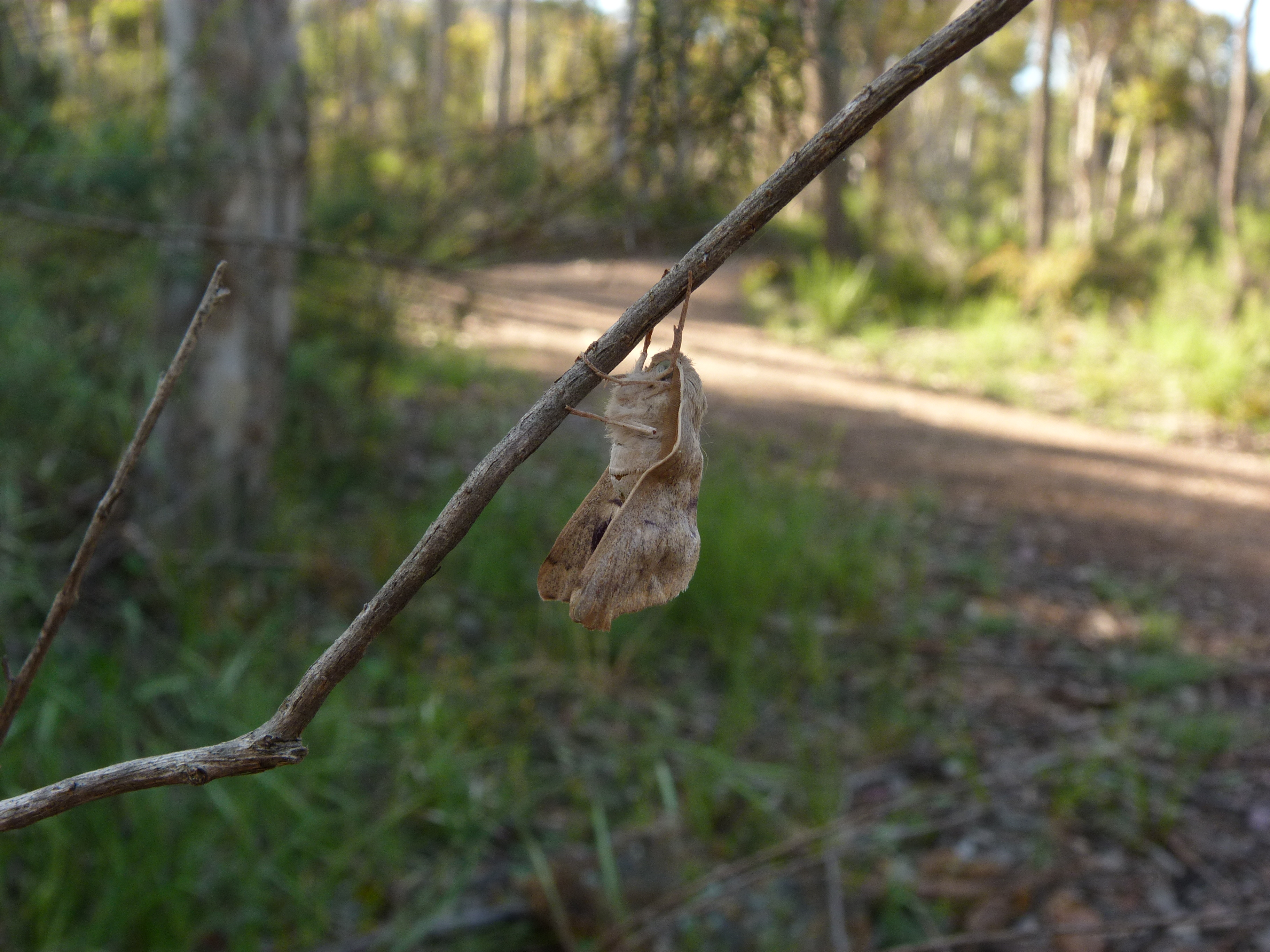
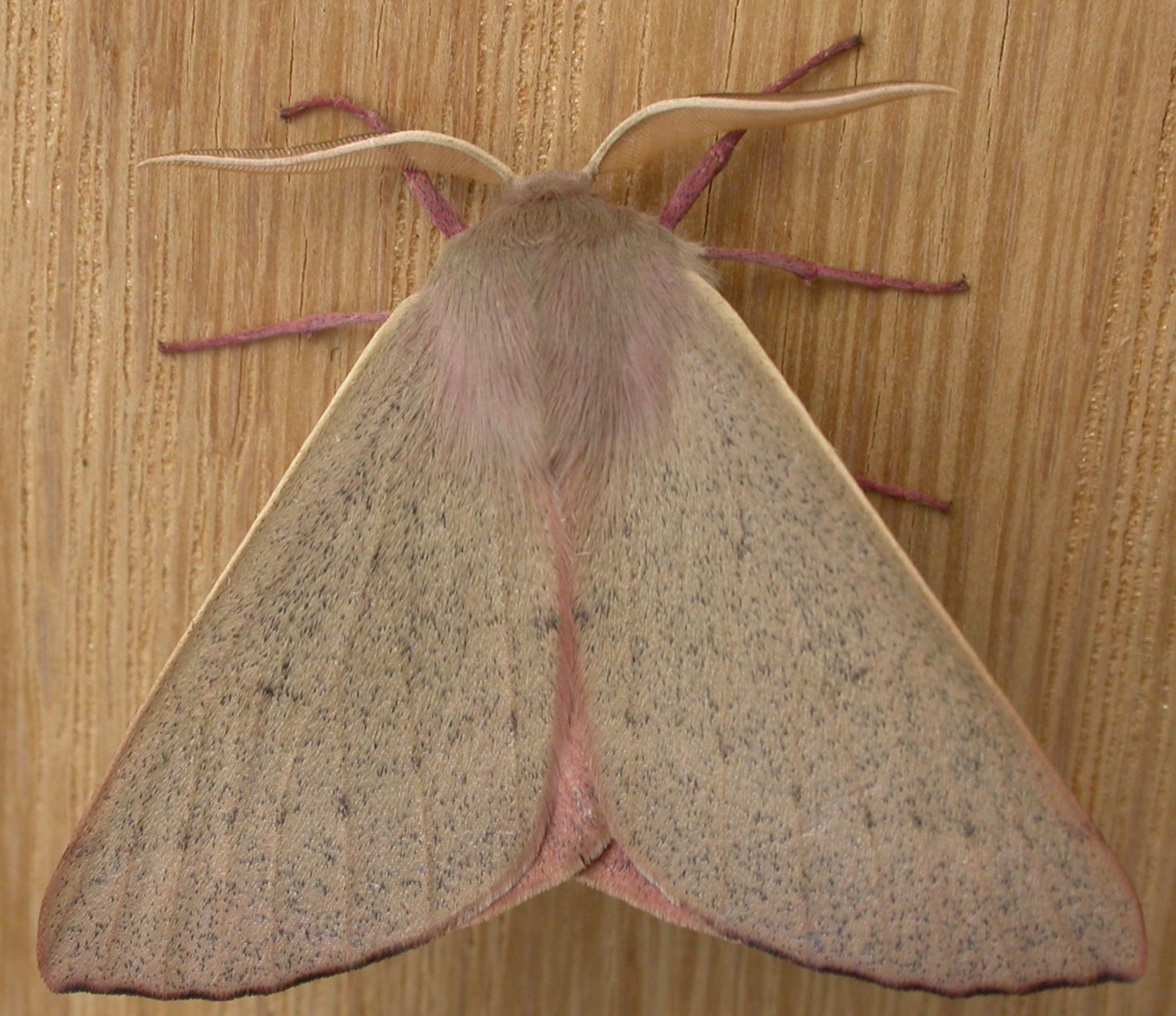